# 井上通女
井上 通女（いのうえ つうじょ、万治3年6月11日（1660年7月18日） - 元文3年6月23日（1738年8月8日）） は、江戸時代の歌人。幼名は「初」。別名に振、玉、感通。井上儀左衛門の娘（四女）。

## 生涯
四国・丸亀藩主京極家の家臣である父親の儀左衛門は、朱子派の儒者であった。母親は渡辺孫左衛門の娘栄林尼（名前は栄）。学者であった父の教育を受け、母から和歌、堀江治部斎から書道を学び、年齢1桁の若い頃から学問に通暁、7〜8歳頃に『源氏物語』をそらで覚え、12〜13歳頃から漢籍を学んだ。16〜17歳の時、著書『処女賦』『深閏記』を執筆。
22歳の時に藩から声がかかり、当時の丸亀藩主・京極高豊の母堂養性院に待女として出仕することとなり、天和2年（1682年）父に随伴して江戸へ向かう。丸亀から船で大坂・難波に渡って関所の御しるし（通行手形）をもらうものの、江戸に向かう道中、東海道の新居関所で通行手形の書き方のわずかな不備を指摘されて、数日間の足止めをもらう。この道中で『東海日記』を執筆。
江戸での在住中に『江戸日記』を執筆する。江戸では、母の待女という本来の職のほかにも、藩主の他の大名たちとの社交場に随伴して和歌や漢詩をつくるなど、殿様ご自慢の才女として相伴役もこなしていた。
30歳の時、藩候の母堂が亡くなったのを機に故郷の丸亀へ帰郷する。道中、『帰家日記』を執筆した。
帰郷後は、丸亀藩士・三田宗寿(茂左衛門)と結婚して一家を支え、三男二女を儲ける。
1710年、夫宗寿が没する。家の名跡は三田宗衍が継承した。通女はその後、末子の三田義勝を貢献しながら文芸活動を続ける。1738年、79歳で没。墓所は、丸亀市南条町の法音寺にある。

女性が漢籍などの学問を学ぶのに否定的な風潮があったことに、自作の漢詩「書懐／（懐（おも）いを書（しょ）す」で反論している。

若し吟詠もて　情志を述ぶること無くんば
今古　何に因って思ひは移す可けんや
誰か謂ふ　弄文は我が事に非ずと
二南　半は是れ　婦人の詩

最後の「二南」は、『詩経』国風の召南と周南の詩で、そこでは女性の詩が半分を占めているではないか、との意。
この詩には
「ゆくすゑに　ちまたの数は　わかるとも　わがふみそめし　道はまどわじ」
との和歌も添えられた。

## 人物評
江戸時代の学者である貝原益軒は、平安時代の有智子内親王以来の学富才優と絶賛した。通女を顕彰して、丸亀市立城西小学校の校内には銅像が建てられている。通女の執筆した『東海日記』『江戸日記』『帰家日記』は、三日記と呼ばれ、「江戸文学の粋」と称された。この三日記は、その後、丸亀市により150万円で購入され、2014年1月から3月まで期間限定で公開されたこともある。『東海日記』に記された新居関所の出来事で、通行許可がもらえず、大坂に出した使いの者が帰ってくるのを待っていたときの心情を詠った和歌と漢詩があり、漢詩は平仄押韻すべてきちんと規則に沿っている。この和歌の一首は、静岡県湖西市新居町にある新居関跡の石碑に刻まれている。

## 関連文献
- 『井上通女全集』井上通女遺徳表彰会 編、1907年。

## 関連リンク
- 地域の本棚(香川県公式ホームページ)
- コトバンクより『井上通女』